# Десятковий дріб
Десятко́вий дрі́б — це дріб зі знаменником {\displaystyle 10^{n}}, де {\displaystyle n} — натуральне число. Серед дробів найуживанішими в повсякденному житті є дроби зі знаменниками {\displaystyle 10}, {\displaystyle 100}, {\displaystyle 1000} тощо.[неавторитетне джерело]
| Звичайний дріб                        | Десятковий дріб        |
| ------------------------------------- | ---------------------- |
| {\displaystyle {\frac {4}{10}}}       | {\displaystyle 0,4}    |
| {\displaystyle 79{\frac {395}{1000}}} | {\displaystyle 79,395} |

## Види десяткових дробів
Існують скінченні та нескінченні десяткові дроби — періодичні та неперіодичні. Так, число, яке може бути точно виражене у вигляді десяткового дробу називається скінченним періодичним дробом. Наприклад, дріб {\displaystyle {\tfrac {1}{2}}} можна представити десятковим дробом {\displaystyle 0,5}. А при дробі {\displaystyle {\tfrac {1}{3}}} ми одержуємо {\displaystyle 0,3333\dots } — це нескінченний періодичний дріб з періодом {\displaystyle 3}, по іншому записують як {\displaystyle 0,(3)}. Прикладом нескінченного неперіодичного десяткового дробу є число пі — {\displaystyle 3,141592\dots }.
Періодичний десятковий дріб називається чистим періодичним дробом, якщо його період (група цифр, що повторюються) починається відразу після коми, а період може містити будь-яке кінцеве число цифр. Так, дріб {\displaystyle 1,(3)} — чистий періодичний дріб. Якщо періодичний десятковий дріб містить ще число, поміщене між цілою частиною і періодом, то такий періодичний дріб називається змішаним; число періодичного дробу, що стоїть між цілою частиною і періодом, називається передперіодом цього дробу.
Очевидно[чому?], що всякий періодичний дріб є раціональним числом вигляду {\displaystyle {\tfrac {p}{q}}}, де {\textstyle p\in \mathbb {Z} }, {\textstyle q\in \mathbb {N} }. Правильне і зворотне твердження: усяке раціональне число вигляду {\displaystyle {\tfrac {p}{q}}} можна представити у вигляді десяткового періодичного дробу.